# Clubionina
Clubionina pallida es una especie de araña araneomorfa de la familia Clubionidae. Es el único miembro del género monotípico Clubionina. Se encuentra en  Isla de San Pablo en las Tierras Australes y Antárticas Francesas.